# Потайные места
«Потайные места» (англ. Hidden Places) — семейная драма. Экранизация романа Линн Остин. Фильм был снят по заказу телеканала «Hallmark». В России впервые была показана на русской версии телеканала «Hallmark».

## Сюжет
Элиза Уайт фермерша из Калифорнии, мать двоих детей, недавно овдовела. Она ведёт борьбу против жестоких реалий Великой Депрессии, пытаясь вырастить урожай апельсинов и спасти свой дом. Вдруг появляется бродяга и предлагает свою помощь. Но его вежливость и манеры кажутся ей весьма подозрительными.

## В ролях
| Актёр          | Роль            |
| -------------- | --------------- |
| Сидни Пенни    | Элиза Уайт      |
| Джейсон Гедрик | Гейб Харпер     |
| Ширли Джонс    | тётя Бетти      |
| Барри Корбин   | шериф           |
| Тайм Уинтерс   | мистер Корнхаус |